# Толльвиц
Толльвиц (нем. Tollwitz) — община в Германии, в земле Саксония-Анхальт. 
Входит в состав района Зале. Подчиняется управлению Бад Дюрренберг.  Население составляет 1218 человек (на 31 декабря 2006 года). Занимает площадь 10,92 км².
Община подразделяется на 5 сельских округов.